# Nyżnie (obwód ługański)
Nyżnie (ukr. Нижнє) – osiedle typu miejskiego na Ukrainie, w obwodzie ługańskim, w rejonie siewierodonieckim. W 2001 liczyło 3115 mieszkańców.